# دانا گس
دانا گس (به انگلیسی: Dana Gas) یا دانه گاز (به عربی: دانة غاز) شرکت گاز اماراتی است، که در زمینه اکتشاف و توسعه میادین گازی، انتقال، بازاریابی و فروش گاز طبیعی، همچنین اجرای پروژه‌های احداث زیرساخت‌های صنعتی فعالیت می‌کند.
شرکت دانا گس در سال ۲۰۰۵ توسط شرکت کرسنت پترولیوم تأسیس شد و در حال حاضر دارای پروژه‌های مختلف در امارات متحده عربی، مصر و کردستان عراق می‌باشد.
دفتر مرکزی دانا گس در شهر شارجه، امارات متحده عربی قرار دارد و بخشی از سهام آن در بازار بورس ابوظبی معامله می‌شود. کرسنت پترولیوم اکثریت سهام این شرکت را در اختیار دارد.